# Mia Larsson
Mia Larsson, född 1964 i Stockholm, är danschef på Riksteatern och producent.

## Biografi
Mia Larsson studerade teaterproduktion vid Dramatiska institutet mellan 1989–1992.
Sedan 2014 har Mia Larsson varit danschef på Riksteatern där hon tidigare arbetat som verksamhetschef, producent och uppdragsledare. Utöver detta har hon arbetat med projektledning inom scenkonst, bland annat även varit producent på Västmanlands länsteater.
Mia Larsson är engagerad i frågor som rör kulturpolitik. Hon har bland annat skrivit på upprop som försökt påverka politiker att verka för bättre villkor för kulturarbetare, samt uppmärksammat vad som beskrivs som en underfinansiering av danskonsten.